# Caià
Caià o Gaià (grec antic: Γαϊανύς; llatí: Caianus o Gaianus) va ser un retòric i sofista grec nadiu d'Aràbia i deixeble d'Apsines de Gàdara.
Va viure en el regnat dels emperadors Maximí el Traci i Gordià III. Va ensenyar retòrica a Beritos (Beirut) i va escriure diverses obres segons diu Suides, com una sobre sintaxi (Περὶ Συντάξεως), en cinc llibres, un sistema de retòrica (Τέχνη Ρητορική) i un de declamació (Μέλεται) que no s'han conservat.